# 薩哈羅夫嶺
薩哈羅夫嶺（英語：Zakharoff Ridge），是南極洲的山嶺，位於伊利沙伯女皇地，處於哈丁山東南面2.4公里，屬於格羅夫山脈的一部分，根據澳大利亞探險隊拍攝的空中照片繪入地圖，現時由南極條約體系管理。